# Melpomene quadrata
Melpomene quadrata là một loài nhện trong họ Agelenidae.
Loài này thuộc chi Melpomene. Melpomene quadrata được Otto Kraus miêu tả năm 1955.